# Désiré Tsarahazana
Désiré Tsarahazana (sinh 1954) là một Hồng y người Madagasca của Giáo hội Công giáo Rôma. Ông hiện đảm nhận vai trò Hồng y Đẳng Linh mục, Tổng giám mục đô thành Tổng giáo phận Toamasina, từ năm 2010 và chức vị Chủ tịch Hội đồng Giám mục Madagasca, từ năm 2012.
Vốn là một giáo sĩ trong vai trò lãnh đạo giáo hội địa phương, ông từng đảm trách nhiều vai trò khác nhau trước khi tiến đến trở thành Tổng giám mục đô thành Toamasina, như: giám mục chính tòa Giáo phận Fenoarivo Atsinanana (2000 - 2008), giám mục chính tòa Giáo phận Toamasina (2008 - 2010), Giám quản Tông Tòa Giáo phận Fenoarivo Atsinanana (2008 - 2009). Ông được vinh thăng Hồng y ngày 29 tháng 6 năm 2018, bởi Giáo hoàng Phanxicô.

## Tiểu sử
Hồng y Désiré Tsarahazana sinh ngày 13 tháng 6 năm 1954 tại Amboangibe, Madagasca. Sau quá trình tu học dài hạn tại các cơ sở chủng viện theo quy định của Giáo luật, ngày 28 tháng 9 năm 1986, Phó tế Tsarahazana, 32 tuổi, tiến đến việc được truyền chức linh mục. Tân linh mục là thành viên linh mục đoàn Giáo phận Antsirabé.
Sau 14 năm thi hành các công việc mục vụ với thẩm quyền và cương vị của một linh mục, ngày 30 tháng 10 năm 2000, Tòa Thánh loan tin Giáo hoàng đã quyết định tuyển chọn linh mục Désiré Tsarahazana, 46 tuổi, gia nhập Giám mục đoàn Công giáo Hoàn vũ, với vị trí được bổ nhiệm là giám mục chính tòa Giáo phận Fenoarivo Atsinanana. Lễ tấn phong cho vị giám mục tân cử được tổ chức sau đó vào ngày 18 tháng 2 năm 2001, với phần nghi thức chính yếu được cử hành cách trọng thể bởi 3 giáo sĩ cấp cao, gồm chủ phong là Tổng giám mục Michel Malo, Ist. del Prado, Tổng giám mục đô thành Tổng giáo phận Antsiranana; hai vị giáo sĩ còn lại, với vai trò phụ phong, gồm có Tổng giám mục Albert Joseph Tsiahoana, Tổng giám mục đô thành Tổng giáo phận Diégo-Suarez và Tổng giám mục Bruno Musarò, Sứ thần Tòa Thánh tại Madagasca.
Sau 7 năm đảm nhận vai trò Giám mục chính tòa Giáo phận Fenoarivo Atsinanana, Tòa Thánh quyết định thuyên chuyển Giám mục Tsarahazana đến nhiệm sở mới, Giáo phận Toamasina. Thông báo bổ nhiệm được Tòa Thánh công bố cách rộng rãi vào ngày 24 tháng 11 năm 2008.
Chỉ sau khoảng thời gian 2 năm được bổ nhiệm đến Toamasina, giáo phận này được Tòa Thánh nâng cấp thành Tổng giáo phận đô thành. Song song với việc nâng cấp giáo phận, Giám mục Tsarahazana được Tòa Thánh thăng Tổng giám mục đô thành, với danh hiệu chính thức là Tổng giám mục đô thành Tổng giáo phận Toamasina. Thông báo về việc nâng cấp giáo phận, thăng Tổng giám mục được công bố cách rộng rãi vào ngày 26 tháng 2 năm 2010.
Trong buổi đọc kinh Nữ vương Thiên Đàng tại Vatican vào gày 20 tháng 5 năm 2018, Giáo hoàng Phanxicô bất ngờ loan báo ông đã quyết định vinh thăng thêm 14 Hồng y của Giáo hội Công giáo Rôma, trong đó có 11 tân hồng y dưới 80 tuổi, có quyền tham gia mật nghị hồng y. Trong danh sách các vị hồng y mới này, có Tổng giám mục Désiré Tsarahazana, được công bố ở vị trí thứ 9. Ông là vị tân hồng y xuất thân từ Châu Phi duy nhất trong công nghị này. Ông cũng trở thành hồng y còn sống duy nhất của Madagasca.
Bằng việc tổ chức công nghị Hồng y năm 2018 được cử hành chính thức vào ngày 29 tháng 6, Giáo hoàng Phanxicô chính thức vinh thăng Tổng giám mục Désiré Tsarahazana tước vị danh dự của Giáo hội Công giáo, Hồng y. Tân Hồng y thuộc Đẳng Hồng y Linh mục.